# Teodoric al II-lea de Montbéliard
Theodoric al II-lea de Montbéliard  (n. cca. 1080 – d. ianuarie 1163) a fost conte de Montbéliard de la 1105 până la moarte.
El era fiul contelui Theodoric I de Montbéliard, de Bar și de Verdun (ca Teodoric I), cu Ermentruda de Burgundia.
Theodoric a preluat posesiunile familiei, însă acestea erau râvnite de supușii săi. După moartea tatălui său din 1105, el a primit comitatul de Montbéliard. El a participat la Concordatul de la Worms. De asemenea, a întemeiat câteva mănăstiri.
Soția sa nu este cunoscută. El a avut următorii copii:
- Theodoric al III-lea, (d. între 1155 și 1160); căsătorit cu Gertruda Habsburg, fiică a contelui Werner al II-lea de Habsburg
- Sofia (d. 1148), căsătorită în 1128 cu contele Richard al II-lea de Montfaucon; fiul lor Amadeus al II-lea of Montfaucon este cel care a succedat lui Theodoric al II-lea în Montbéliard.
- Ștefania, căsătorită cu contele Folmar de Sarrewerden
- Ermentruda, căsătorită cu contele Odo de La Roche

1. 1 2 3 4 5 6 7 8 9  Medieval Lands, accesat în 9 februarie 2016